# Jerzy Potz
Jerzy Andrzej Potz (ur. 1 lutego 1953 w Łodzi, zm. 27 stycznia 2000 we Frankfurcie nad Menem) – polski hokeista, reprezentant kraju, czterokrotny olimpijczyk: Sapporo 1972, Innsbrucku 1976, Lake Placid 1980 i Calgary 1988.

## Początki
Od najmłodszych lat miał szerokie zainteresowania sportowe, początkowo grał w piłkę nożną i uczęszczał do łódzkiej Szkoły Podstawowej nr 46 o profilu łyżwiarstwa figurowego. Od 1965 r. trenował futbol w MKS Hala Sportowa Łódź, niedaleko siedziby którego mieszkał. Pod wpływem sugestii swego wujka – Władysława Króla zdecydował się wybrać hokej na lodzie, bowiem znakomicie jeździł na łyżwach, lecz z uwagi na fakt że bardzo szybko rósł, nie miał szans na większe sukcesy w figurowej odmianie łyżwiarstwa.

## Kariera klubowa
W 1969 r. - jako 16-latek - został zawodnikiem seniorskiej drużyny ŁKS Łódź, która w sezonie 1969/70 była beniaminkiem hokejowej ekstraklasy (po zwycięskich barażach II-ligowych ze Śląskiem Wrocław). W ciągu 12 sezonów spędzonych w polskiej ekstraklasie (1969–1982) rozegrał 420 mecze, strzelając w nich 73 gole, a łącznie w ŁKS zagrał w około 1500 spotkaniach. Następnie wyjechał do RFN, gdzie reprezentował barwy Eintrachtu Frankfurt (1982–1989) i EC Bad Nauheim (1989–1991). Cztery pierwsze sezony w Eintrachcie Frankfurt spędził w 2. Bundeslidze, a trzy kolejne w 1. Bundeslidze, stając się jednym z ulubieńców tamtejszej publiczności.

## Kariera reprezentacyjna
W latach 1972–1989 rozegrał 191 oficjalnych spotkań międzypaństwowych w seniorskiej reprezentacji Polski (a 198 meczów, wliczając spotkania nieoficjalne). Uczestniczył w zimowych igrzyskach olimpijskich w Sapporo 1972 (6. miejsce), Innsbrucku 1976 (6. miejsce), Lake Placid 1980 (7.-8. miejsce) i Calgary 1988 (10. miejsce). Jedenaście razy wystąpił w mistrzostwach świata, w tym sześć razy w mistrzostwach świata grupy A. Wielokrotnie pełnił funkcję kapitana polskiej reprezentacji.

## Kariera trenerska
Po zakończeniu kariery zawodniczej w latach 1991–1993 trenował niemieckiego II-ligowca EC Kassel, zaś w sezonie 1997/98 DEL był asystentem trenera Petera Obresy w Frankfurt Lions.

## Życie prywatne
Pochodził z usportowionej rodziny Czesława i Heleny zd. Kasperskiej (czołowej koszykarki i hazenistki ŁKS Łódź). W 1974 r. ukończył łódzkie Liceum dla Pracujących nr II im. M. Kopernika, a w 1981 r. warszawską AWF, otrzymując tytuł magistra wf i uprawnienia trenera II klasy hokeja na lodzie. Był żonaty z Wiesławą zd. Stańczykowską (ślub 10 maja 1980), z którą miał córkę Patrycję (ur. 1983 w RFN). Zmarł we Frankfurcie nad Menem na raka, po długiej walce z chorobą. Po skremowaniu, został pochowany na cmentarzu przy ul. Ogrodowej w Łodzi.

## Upamiętnienie
Z inicjatywy łódzkich dziennikarzy w 2008 r. jego imieniem i nazwiskiem nazwano łódzką ulicę, która nieopodal hali hokejowej łączy ulice Wólczańską i Stefanowskiego.
Od 2013 r. rozgrywany jest międzynarodowy Memoriał Jerzego Potza.